# Samantha McLeod
Samantha McLeod est une actrice canadienne.

## Carrière
Samantha McLeod a joué divers personnages lesbiens, comme Clea Jaffe dans la série télévisée The L Word ou Sophi dans le film d'horreur Insecticidal.

## Filmographie
- 2004 : The L Word (3 épisodes : 1x10, 1x12 et 1x13) (série télévisée) : Clea Jaffe
- 2004 : La Vie comme elle est (série télévisée) : Marissa Becker
- 2005 : Insecticidal : Sophi
- 2005 : Neal 'N' Nikki : Chanel
- 2006 : Alien Incursion : Sam
- 2006 : Whistler (série télévisée) : Blonde
- 2006 : John Tucker doit mourir : Holly
- 2006 : Des serpents dans l'avion : Kelly
- 2008 : Sharp as Marbles : Cindy
- 2008 : Kingdoms of Grace : Madison Fermoy
- 2009 : Underdogs: Born to Lose : Blonde sexy
- 2009 : The Assistants (série télévisée) : Vanessa
- 2011 : Bong of the Dead